# Аптека Феррейна
Апте́ка Ферре́йна (Старо-Нико́льская аптека, Аптека № 1) — бывшая частная аптека в Москве, расположенная на Никольской улице. Современное здание возведено в 1894—1899 годах архитектором Адольфом Эрихсоном по заказу владельца фармацевтического предприятия Владимира Феррейна. С 2008-го здание занимают ресторан французской кухни и магазин хрусталя Баккара.

## История

### XVIII век

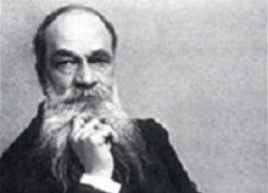
Владелец аптеки Владимир Феррейн, начало XX века

Указ Петра I от 3 декабря 1701 года предписывал вместо «зелейных лавок», где раньше продавали лекарственные средства, открыть в столице восемь «вольных аптек». Одной из них руководил поляк Даниил Алексеевич Гурчин, называвший себя «аптекарем его царского величества». Точное расположение его предприятия неизвестно, но многие исследователи полагают, что она находилась на Мясницкой улице. Аптека неоднократно меняла своих владельцев. Так, в XVIII веке ей управлял фармацевт Тобиас Мейер, которого уличили в злоупотреблениях и лишили должности. Он был вынужден сдавать предприятие в аренду, а позднее перепродать его химику Готлибу Гильдебрандту, от которого оно перешло титулярному советнику Андрею Линдграфу.

### Предприятие Феррейнов
В 1823 году аптеку выкупил фармацевт Карл Иванович Феррейн. Со временем количество посетителей сильно возросло, и к 1862-му предприниматель подобрал для организации новое помещение на Никольской улице. Аптеку стали именовать Старо-Никольской, в честь монастыря Николы Старого, располагавшегося неподалёку. Однако вскоре компания переехала в соседний более просторный дом Академии наук на противоположной стороне улицы, принадлежавший ранее книготорговцу Ивану Глазунову. По другим данным, участком владел купец К. К. Шильбах. В этот период Карл Феррейн передал семейное дело младшему сыну Владимиру Карловичу, имевшему степень магистра фармации и долгое время служившему в аптеке. Предположительно, новый директор применял особую технику приготовления лекарств, пользовавшуюся большим успехом. Он также обладал предпринимательским талантом: Владимир Феррейн ввёл инновационную систему премирования работников, позволяющую им получать долю от прибыли компании. Некоторые исследователи указывают, что после увеличения популярности лекарств на медвежьем жире предприниматель в рекламных целях приобрёл живого медведя. Его каждый день водили на водопой на Лубянскую площадь, где животное могли увидеть потенциальные покупатели. При аптечной конюшне для медведя устроили специальный вольер, а после смерти его чучело установили перед витриной аптеки.
В 1873 году Феррейн выкупил на залоговые деньги соседнее строение Ремесленной управы, в котором после переустройства расположили дополнительные торговые площади и склады. Через двадцать лет он подал прошение в Городскую управу с просьбой о возведении на месте аптекарского комплекса нового пятиэтажного здания. Согласно плану, первые два этажа должны были занять розничные прилавки, верхние три — химико-аналитическая и гистолого-бактериологическая лаборатория, столовая и склад. В ходе обсуждения проекта с архитектором Адольфом Эрихсоном этажность строения сократили. Новый комплекс в стиле неоренессанс открылся для посетителей в 1899-м.
После смерти Карла Феррейна в 1887 году его сын Владимир стал наследником семейного бизнеса и создал «Товарищество В. К. Феррейна». По другим данным, объединение было устроено только к 1902-му. В него входили несколько аптек и лаборатории, плантации в Подольском уезде и близ реки Битцы, фармацевтические заводы в деревне Нижние Котлы и под Ярославлем, стеклодувные мастерские, поставляющие колбы, а также другие службы. В частности, организация владела двухэтажной усадьбой на пересечении Большой Ордынки и Большой Полянки, помещениями на Арбате. Компания занималась производством более трёхсот наименований лекарств, перевязочных материалов, парфюмерии, специальных креплёных вин с лекарственными добавками и настоек. Кроме того, Феррейны вели просветительскую и врачебную деятельность: давали практические занятия, брали анализы, бальзамировали.
Перед началом Первой мировой войны общий штат организации превышал полторы тысячи человек, а оборот составлял около семи миллионов рублей. Только Старо-Никольская аптека ежедневно обслуживала более трёх тысяч покупателей и считалась крупнейшей в Европе. В путеводителе 1911 года есть описание предприятия: 

Широко и богато оборудованная новейшими аппаратами, приборами и руководствами, она [аптека] обслуживается теперь четырьмя аналитиками под наблюдением магистра фармации.
После начала Первой мировой войны товарищество лишилось главного поставщика лекарств, однако работники десятилетиями разрабатывали собственные формулы аналогичных препаратов, что позволило им удовлетворить возросший спрос на продукцию. Во время внутренней инфляции компания выпустила для внутреннего обращения собственные контрамарки со стилизованным семейным гербом и подписью руководителя предприятия. Однако происхождение Карла Феррейна, предки которого были обрусевшими немцами, повлияло на деятельность фармацевтической конторы. Известно, что во время антинемецких волнений 28 мая 1915 года неизвестные разгромили помещение аптеки на Никольской улице и подожгли квартиру директора.

### После Октябрьской революции
После Октябрьской революции владелец предприятия переехал в Крым, где скончался в 1918 году. «Товарищество В. К. Феррейна» ликвидировали, его собственность национализировали. Позднее на основе объединения были созданы химический завод имени Карпова и Всероссийский институт лекарственных растений. Главную аптеку на Никольской улице передали в ведение Народного комиссариата здравоохранения и стали именовать Центральной, позднее — Аптекой № 1. Предположительно, некоторое время часть помещений также занимал Научный химико-фармацевтический институт.

## Современность

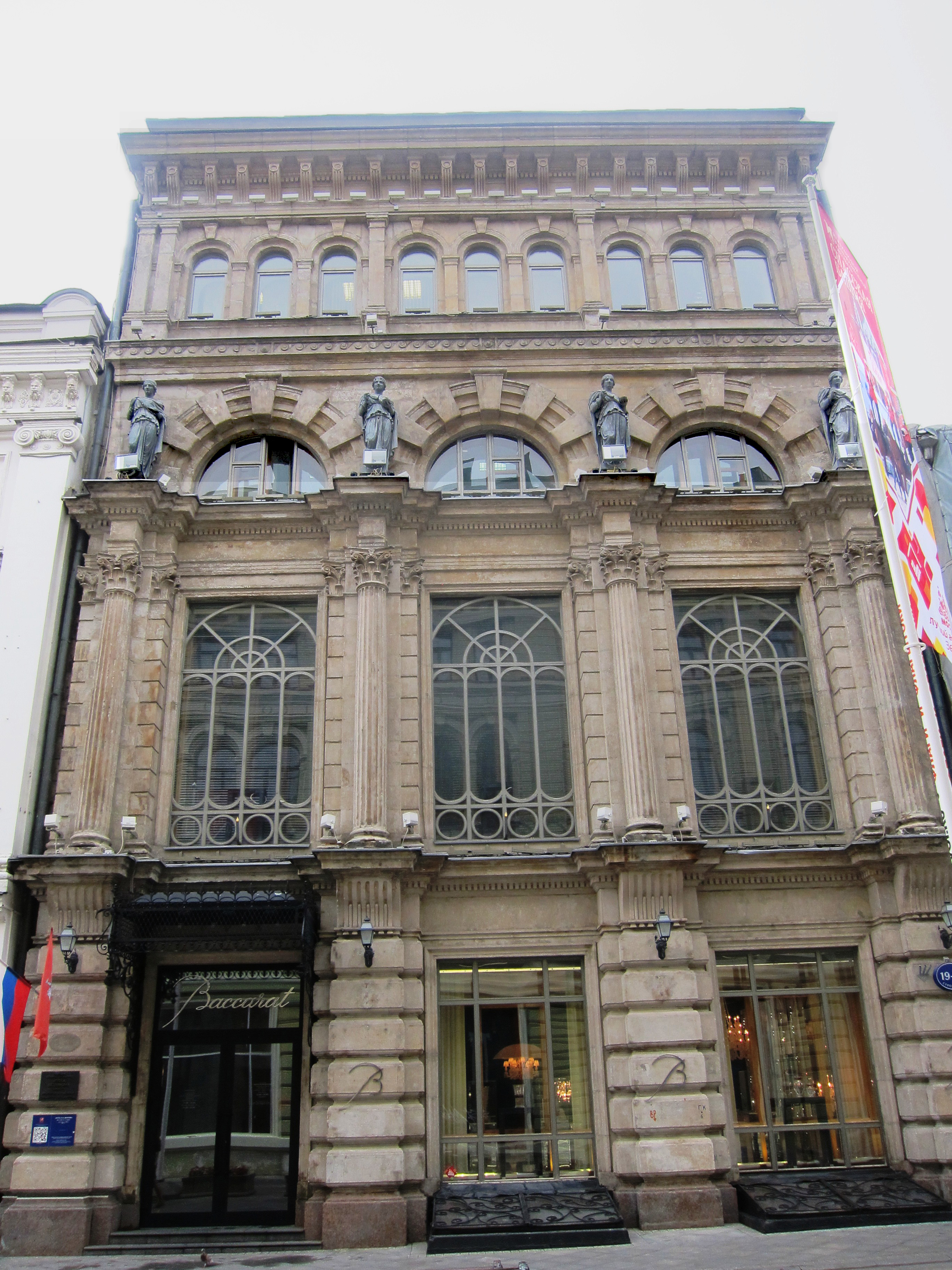
Оформление главного фасада аптеки Феррейна,2015 год

В 1990-х годах аптеку закрыли на реконструкцию. В марте 2002-го здание на Никольской вошло в список строений туристско-рекреационной зоны «Золотое кольцо Москвы», подлежащих реновации. На базе комплекса предполагалось открыть Центр русской фармации в Москве со смотровой площадкой на башне дома. В этот период историки высказывали опасения о сохранности интерьеров, которые подтвердила комиссия Главного управления охраны памятников Москвы (ГУОП). Тем не менее, по словам представителя ГУОП, выявленные нарушения были незначительными и располагались в части дома, не относящейся к объекту культурного наследия. Одновременно с этим между хозяйствующими субъектами здания разгорелся спор и реставрация не была осуществлена в полном объёме. В 2008 году в реконструированных помещениях аптеки открылись ресторан и магазин хрусталя Баккара, обставленные по проекту дизайнера Филипа Старка.

## Экстерьер и интерьер
Фасады Старо-Никольской аптеки оформлены в стиле неоренессанс. С улицы здание представлено массивными окнами, которые фланкируют каннелированные колонны. Они увенчаны четырьмя скульптурами богини гигиены Гигиеи, кормящей змею. Изначально над главным входом располагался семейный герб Феррейнов. Краснокирпичный задний фасад выполнен в неоготическом стиле со стрельчатыми окнами и башенкой, маскировавшей печную трубу. По задумке Владимира Феррейна её украшали часы, утерянные в советский период.
Первый этаж комплекса занимал отдел розничной продажи готовых лекарств. Отсюда по мраморной лестнице можно было подняться на второй этаж, где принимали заказы на медикаменты по рецептам. Интерьеры декорировали массивными зеркалами в позолоченных рамах, вазами, дубовыми резными шкафами, статуями. Мебель изготовила на заказ французская фирма Луи Мажореля в 1912 году. Под потолком закрепили два рога африканских носорогов как символ их лечебных свойств. Предположительно, интерьеры именно главной аптеки Феррейна на Никольской описал Антон Чехов в рассказе «В аптеке», сравнивая помещение с квартирой «богатой содержанки».